# Belgues
|  | Per a altres significats, vegeu «belgae». |

Els belgues (neerlandès: Belgen, francès: Belges, alemany: Belgier) són els habitants del regne de Bèlgica, estat federal a l'Europa Occidental. Els belgues són un poble relativament "nou" històricament. La revolució belga de 1830 conduïa a l'establiment d'un país independent sota un govern provisional i un congrés nacional.
El nom "Bèlgica" fou adoptat per al país, sent derivada la paraula de la Gàl·lia Belga, una província romana en la part més septentrional de la Gàl·lia que, abans de la invasió romana en 100 aC, estava habitat pels belgae, una combinació de poblacions celtes i germàniques.
l'1 de gener 2010, Bèlgica tenia una població de 10.839.905 habitants, un augment de 601.000 en comparació el 2000 (10.239.085 habitants). Entre 1990 (9.947.782 habitants) i 2000 l'augment fou només de 291.000. La població de Flandes, Valònia i Brussel·les l'1 de gener del 2010 era de 6.251.983 (un 57,7%), 3.498.384 (un 32,3%) i 1.089.538 (un 10,1%), respectivament.

## Relacions entre comunitats lingüístiques belgues
Els belgues són principalment una nacionalitat o grup de ciutadans, per ius soli (en llatí: dret del sòl),
també conegut com a ciutadania de naixement, i no és un grup ètnic homogeni.
Els belgues es conformen a partir de dos grups lingüístics i ètnics principals; el Flamenc de parla neerlandesa i els valons que parlen francès, nogensmenys un tercer grup minoritari, però reconegut constitucionalment, agrupa dues petites que parlen alemany.
La regió de Brussel·les-Capital ocupa una posició política i cultural única, ja que geogràficament i lingüísticament és un enclavament bilingüe dins de la Regió flamenca monolingüe. Des de la fundació del regne de Bèlgica el 1830, la ciutat de Brussel·les passà de ser gairebé totalment parlant neerlandès a una ciutat multilingüe amb el francès com la llengua majoritària i lingua franca, un procés que s'ha denominat la "francesització de Brussel·les".
Des de la independència de Bèlgica el 1830, el títol constitucional del cap d'estat belga és el "rei dels belgues" més que el "Rei de Bèlgica".

### Flamencs

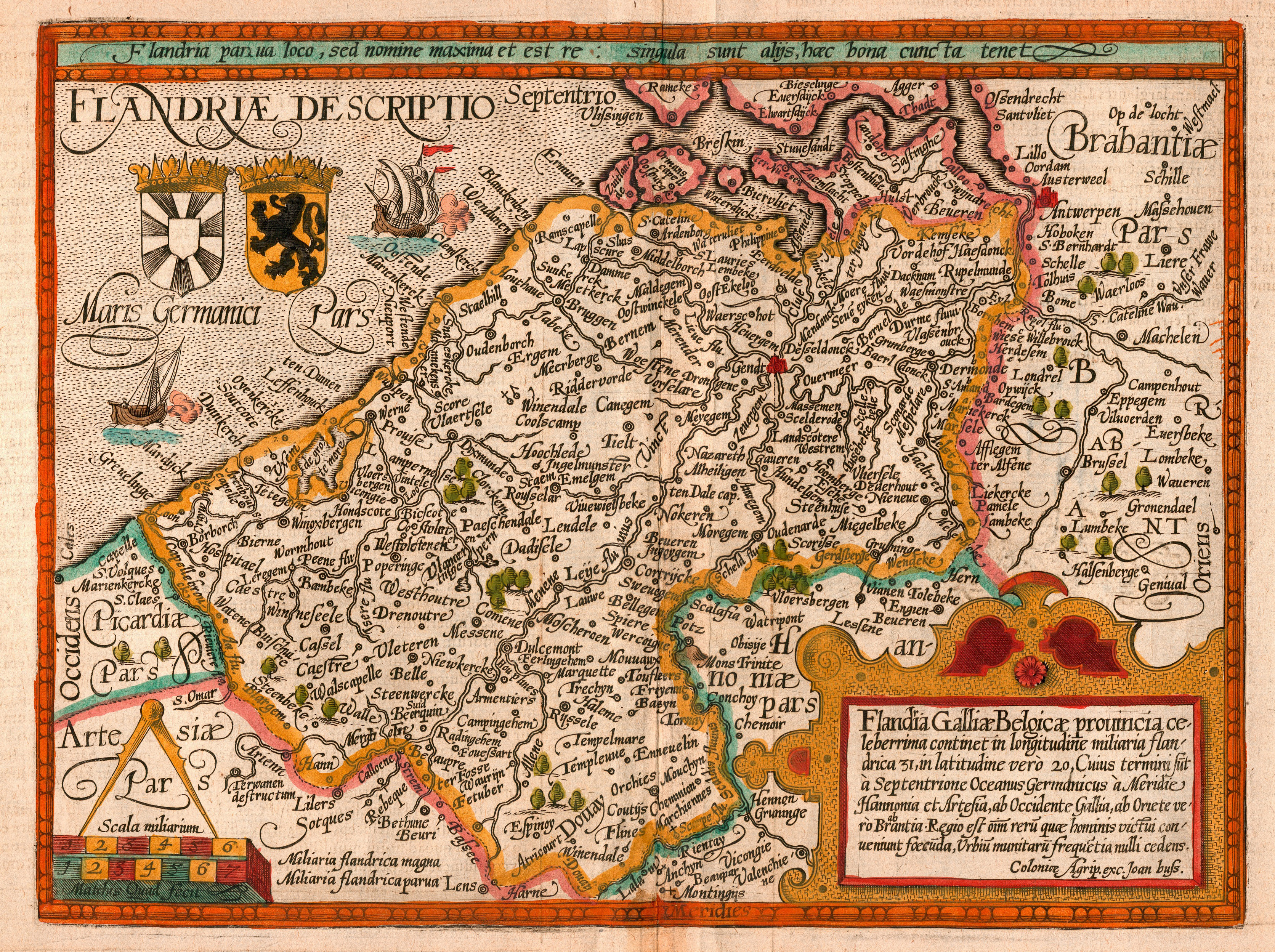
Mapa del Comtat de Flandes

Dins de Bèlgica els flamencs, aproximadament un 60% de la població, formen un grup clarament distingible, separat per la seva llengua i cultura. Tanmateix, quan es compara amb els Països Baixos la majoria d'aquestes fronteres lingüístiques i culturals s'esvaneixen ràpidament, ja que els flamencs comparteixen la mateixa llengua i cultura similar o idèntica (tanmateix només amb la part del sud de Països Baixos) i la religió tradicional, amb els neerlandesos.
Tanmateix, la percepció popular de ser un polític únic fa variar en gran manera, depenent de contingut, fons de localitat i personal. Generalment, el flamenc s'identificarà rarament com neerlandès que és i viceversa, especialment en un nivell nacional.
La consolidació d'una identitat flamenca clara ha plantejat cada vegada més a qüestió el significat de la identitat nacional belga.

### Valons
Els valons són francòfons que viuen a Bèlgica, principalment a Valònia. Els valons són una comunitat distintiva dins de Bèlgica,
històricament i per criteris antropològics (religió, llengua, tradicions, folklore) associen els valons amb els francesos.
Més generalment, el terme també es refereix als habitants de la regió valona. Poden parlar llengües regionals com el való (amb el picard a l'oest i el lorenès al sud).

### Comunitat Germanòfona de Bèlgica
La comunitat germanòfona de Bèlgica és una de les tres comunitats federals constitucionalment reconegudes de Bèlgica. Cobrint una àrea lleugerament inferior als 1.000 km²; dins de la província de Lieja en Valònia, inclou nou dels onze municipis dels anomenats Cantons Orientals i la població local numera sobre 73.000 - menys llavors un 1% del total nacional. Fent frontera amb els Països Baixos, Alemanya i Luxemburg, l'àrea té el seu propi parlament i govern a Eupen.
La comunitat que parla alemanya compon de les parts que parlen alemany de les terres que s'annexionaven el 1920 des d'Alemanya. A més a més, a la Bèlgica contemporània hi ha també algunes altres àrees que parlen alemany que pertanyien a Bèlgica fins i tot abans de 1920, però no es consideren actualment oficialment part de la comunitat que parla alemanya a Bèlgica: Bleiberg-welkenraat - Baelen al nord-est de la província de Lieja i Arelerland (ciutat d'Arlon i alguns dels seus pobles pròxims en Província de Luxemburg del sud-est de Luxemburg belga). Tanmateix, en aquestes localitats, la llengua alemanya està altament amenaçada a causa de l'adopció de francès.